# Andi Schmid
Andi Schmid – austriacki skeletonista, czterokrotny medalista mistrzostw świata i dwukrotny zdobywca Pucharu Świata.

## Kariera
Pierwszy sukces w karierze osiągnął w 1990 roku, kiedy zdobył srebrny medal na mistrzostwach świata w Königssee, ulegając tylko swemu rodakowi, Michaelowi Grünbergerowi. Wynik ten powtórzył na mistrzostwach świata w Igls w 1991 roku i rozgrywanych trzy lata później mistrzostwach świata w Altenbergu. Zdobył również złoty medal podczas mistrzostw świata w La Plagne w 1993 roku, gdzie wyprzedził bezpośrednio swego rodaka, Franza Planggera oraz Gregora Stähliego ze Szwajcarii. Wywalczył także pięć medali mistrzostw Europy: złoty w 1987 roku oraz srebrne w latach 1984-1986 i 1988.
W sezonach 1986/1987 i 1987/1988 zwyciężał w klasyfikacji generalnej Pucharu Świata. Był też drugi w sezonie 1993/1994 oraz trzeci w sezonach 1988/1989 i 1990/1991. Nigdy nie wystąpił na igrzyskach olimpijskich.